# WTA German Open 1982
ПТА German Open 1982 — жіночий тенісний турнір, що проходив на відкритих кортах з ґрунтовим покриттям Rot-Weiss Tennis Club у Берліні (Західна Німеччина). Належав до турнірів 3-ї категорії Toyota Series в рамках Туру WTA 1982. Відбувсь утринадцяте і тривав з 17 до 23 травня 1982 року. Четверта сіяна Беттіна Бюнге здобула титул в одиночному розряді й отримала за це 18 тис. доларів США.

## Фінальна частина

### Одиночний розряд
Беттіна Бюнге —  Кеті Ріналді 6–2, 6–2
- Для Бюнге це був 2-й титул за сезон і за кар'єру.

### Парний розряд
Liz Gordon /  Беверлі Моулд —  Беттіна Бюнге /  Клаудія Коде-Кільш 6–3, 6–4

## Розподіл призових грошей
| Дисципліна       | П       | F      | ПФ     | ЧФ     | 1/8    | 1/16 | 1/32 |
| Одиночний розряд | $18,000 | $9,000 | $4,650 | $2,200 | $1,100 | $550 | $275 |